# Mars Polar Lander

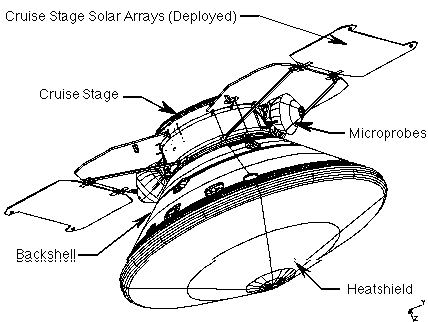
Mars Polar Lander – Flugkonfiguration

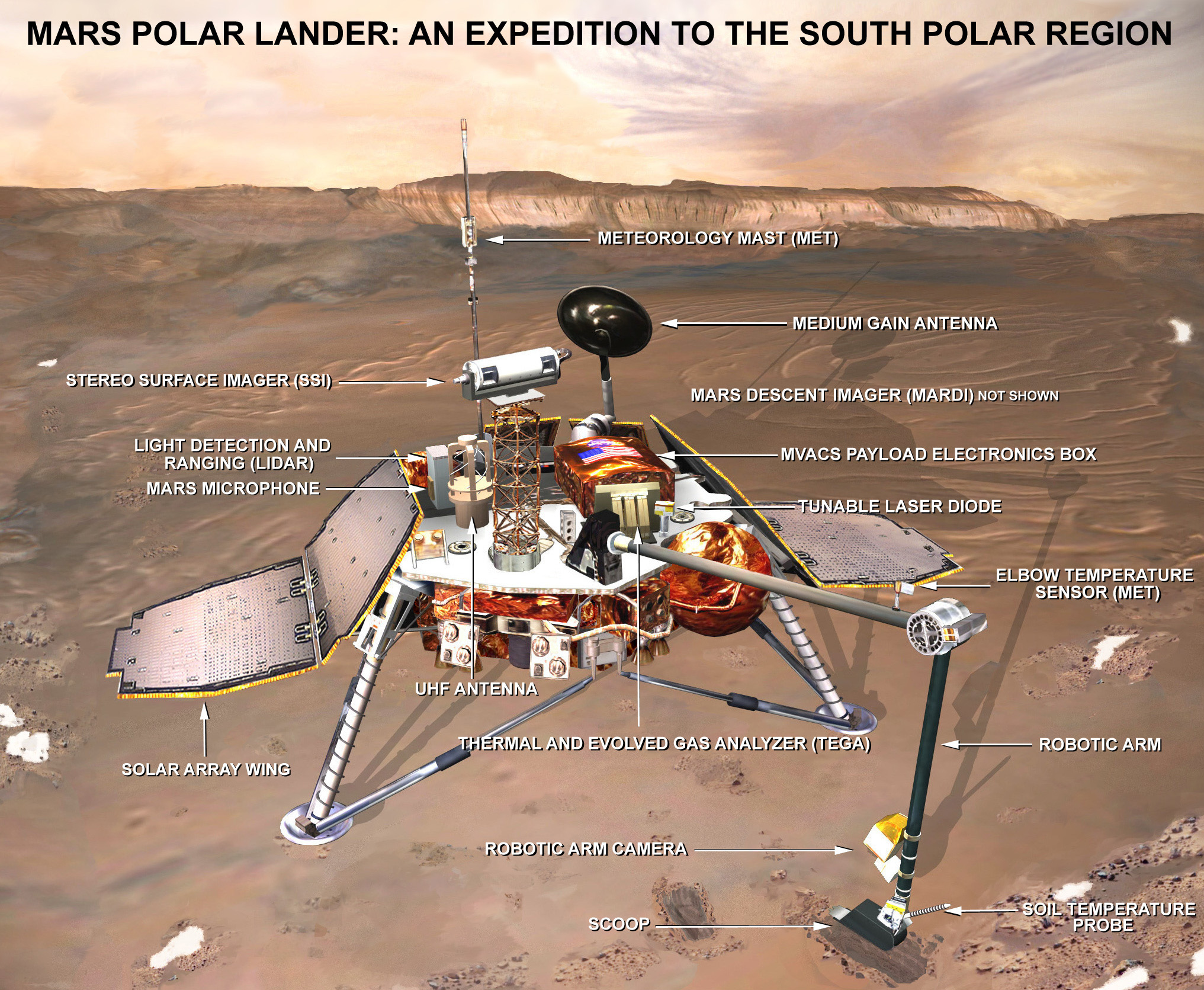
Mars Polar Lander – Vorderansicht

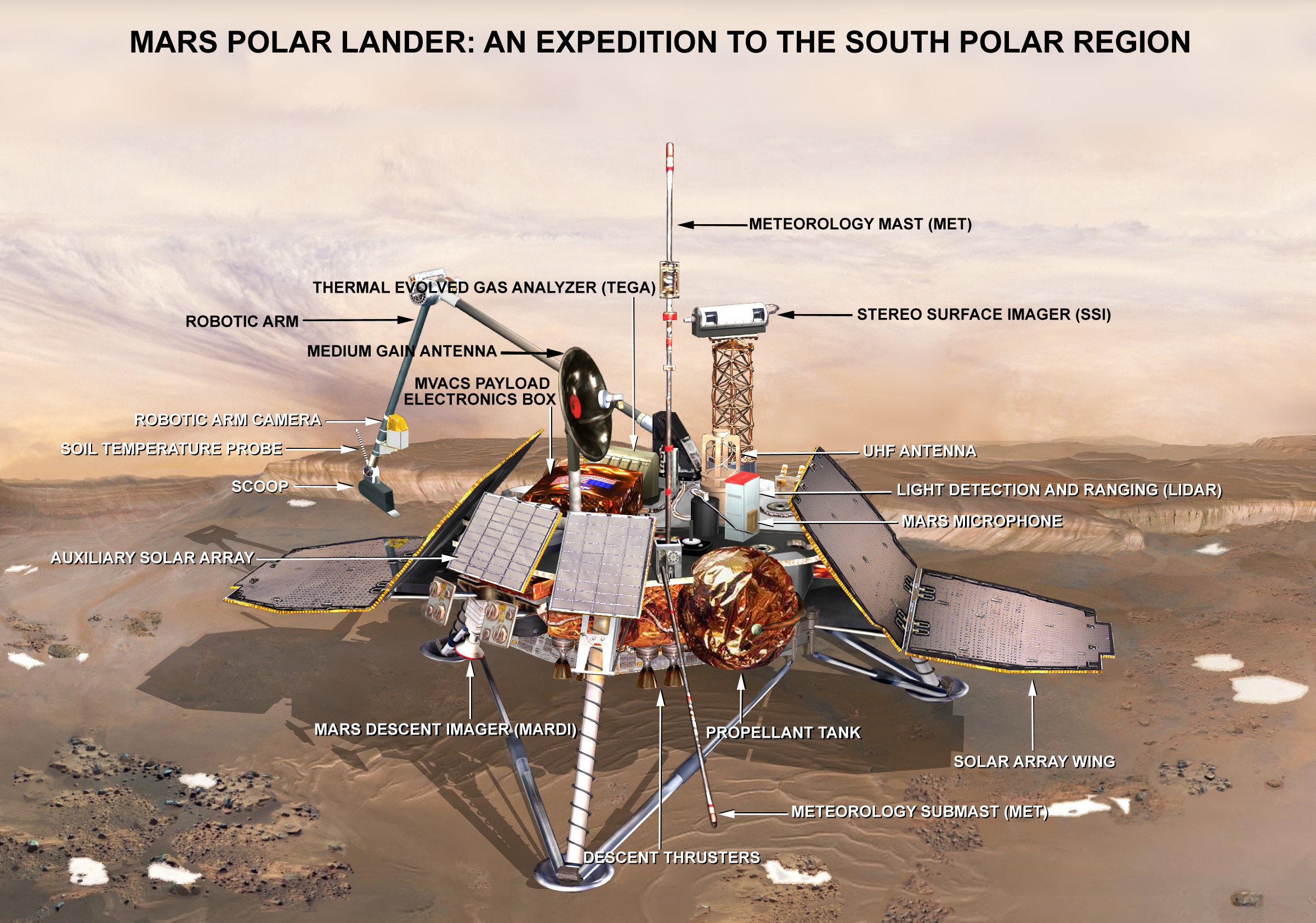
Mars Polar Lander – Rückansicht

Der Mars Polar Lander war eine Raumsonde der US-amerikanischen Raumfahrtbehörde NASA mit dem Zweck der Erforschung des Planeten Mars, die im Dezember 1999, wahrscheinlich beim Landevorgang, zerschellte. Sie sollte in der Nähe des Mars-Südpoles in der Planum Australe landen und dort umfangreiche Untersuchungen über die Zusammensetzung der Polkappen durchführen.

## Instrumente
Der Mars Descent Imager (MARDI) sollte während des Abstiegs des Landers etwa zehn Bilder von der Marsoberfläche aufnehmen.
Nach der Landung sollten, neben zahlreichen weiteren Experimenten, laufend Wetterdaten (Temperatur, Druck, Feuchte, Windrichtung und -geschwindigkeit) aufgezeichnet werden. Zur Entnahme von Bodenproben war ein Roboterarm vorgesehen. Die Proben sollten im bordeigenen Labor automatisch analysiert und der Gehalt an Wasser, Kohlendioxid und wasserhaltigen Mineralien bestimmt werden. Außerdem sollte die Isotopenzusammensetzung von Sauerstoff und Kohlenstoff der Bodenproben sowie der Marsluft gemessen werden. Darüber hinaus war am Roboterarm eine Kamera montiert.
Eine zweite Kamera, die auf einem 1,5 m langen, drehbaren Mast installiert war, sollte 3D-Panoramabilder liefern. Mit dem LIDAR (Light Detection And Ranging) wollte man den Staubgehalt der Marsatmosphäre messen. Der Mars Polar Lander hatte als erste Marssonde ein Mikrofon an Bord. Damit wäre es möglich gewesen, Töne in der unmittelbaren Umgebung des Landers aufzuzeichnen, wie sie beispielsweise vom Wind verursacht werden.
Die Lebensdauer des Landers war für ca. drei Monate ausgelegt. Beim danach einsetzenden Marswinter wären die Temperaturen auf ca. −125 °C gesunken – zu kalt für die Elektronik. Der niedrige Sonnenstand hätte auch die Energiezufuhr über die Solarzellen des Landers stark beeinträchtigt. Die Wahrscheinlichkeit, dass die Sonde im Marsfrühjahr wieder „aufwachen“ würde, war als nur geringfügig eingestuft worden.

## Mission
Die 576 kg schwere Sonde wurde am 3. Januar 1999 mit einer Delta-7425-Rakete gestartet. Der vorgesehene Landeplatz befand sich etwa 800 km vom Südpol entfernt, auf 76° südlicher Breite, ca. 4000 m über Normalniveau (entspricht 6,1 mbar Luftdruckniveau). Aus der dort vermuteten mehrere Kilometer starken schichtweisen Ablagerung von Staub und Eis – auch als „Polar Layered Deposits“ bezeichnet – wollte man auf die jüngere Klimageschichte des Mars schließen. Am Landeort wurden Temperaturen von −60 °C bis −5 °C erwartet (Marssommer).
Während der Mars Polar Lander noch unterwegs war, endete die Mission Mars Climate Orbiter mit dem Totalverlust. Eine Untersuchungskommission wurde sofort beauftragt, schnellstmöglich festzustellen, ob die Ursache des Totalverlustes des Orbiters sich auch auf den Lander auswirken könnte und sollte möglichst schnell Empfehlungen erarbeiten, wie der Lander davor bewahrt werden könnte, am gleichen Problem zu scheitern.
Am 3. Dezember 1999 begann die Sonde mit dem Abstieg. Rund zwei Minuten vor dem Eintritt in die Atmosphäre wurden die beiden mitgeführten Penetrator-Sonden Amundsen und Scott vom Landemodul getrennt. Sie sollten sich mit knapp 190 m/s (700 km/h) ungebremst ca. 60 cm tief in den Marsboden einbohren, um dort Bodenproben zu untersuchen. Mit den beiden Sonden wollte man auch überprüfen, ob diese Art der kostensparenden Landung erfolgreich sein kann.
Weder der Mars Polar Lander noch die beiden Mikrosonden konnten nach ihrer Landung kontaktiert werden. Am 17. Januar 2000 wurden die Kommunikationsversuche beendet.

## Verlust
Als Ursache für den Absturz nimmt man an, dass die Bremstriebwerke zu früh abgestellt wurden. Vermutlich wurde – noch hoch über der Oberfläche – beim Ausklappen und Arretieren der Landebeine ein Ruck auf den Landesensor übertragen, der sich am Ende eines Beines befand und eigentlich Bodenkontakt melden sollte. Dies führte dann zu einem verfrühten Abschalten der Bremstriebwerke und letztlich zum Absturz des Landers.
Das gesamte Marsprogramm der NASA, das zu dieser Zeit unter großen Sparzwängen stand, wurde nach den gescheiterten Missionen Mars Polar Lander und Mars Climate Orbiter genau überprüft und restrukturiert. Mit der Marssonde 2001 Mars Odyssey wurde dann ein neuer erfolgreicher Anfang gewagt. Eine Mission mit einem ähnlichen Missionsprofil wie die des Mars Polar Landers wurde 2008 mit der Sonde Phoenix erfolgreich durchgeführt.